# 库尔瓦伊
库尔瓦伊（Kurwai），是印度中央邦Vidisha县的一个城镇。总人口13737（2001年）。

## 人口
该地2001年总人口13737人，其中男性7139人，女性6598人；0—6岁人口2475人，其中男1278人，女1197人；识字率61.13%，其中男性为68.74%，女性为52.89%。